# Украинская фонетика
В этой статье описывается фонетика и фонология литературного украинского языка. О фонетике украинских диалектов смотрите статью украинские диалекты. В статье используется транскрипция МФА на основе латинского алфавита, но для всех её знаков в скобках указаны соответствия, используемые в фонетической транскрипции на основе кириллицы.
Ниже, разные типы транскрипции различаются посредством разных скобок:
- фонетическая заключается в квадратные [ ],
- фонемная в косые / /,
- морфонологическая в прямые | |.

## Основные черты
Произношение фонем близко к русскому, со следующими основными отличиями:
- гласные в безударной позиции не редуцируются ([o] не превращается в [ə] и т. п.);
- звонкие согласные на конце слова и перед глухими не оглушаются;
- буква г фонетически составляет звонкую пару букве |х|; произноситься при этом может по-разному ([ɣ], [ɦ], [ʕ]; в соответствие украинской |г| обычно ставят латиничную |h| (Hamlet, host). В отличие от русского, но как и в других славянских языках, падежное окончание «-ого/-его» (напр. «кого») не произносится со звуком [в].
- буква ґ обозначает «твёрдое» (взрывное) |г| (такое, как в русском); используется в немногих словах, в основном иностранного происхождения: |ґрунт|, |бумеранґ|, |аґрус| (крыжовник, итал. agresto), |ґанок| (крыльцо, нем. Gang), |ґвалт| (нем. Gewalt) и т. п., а также в иностранных именах и названиях на месте латинской |g|: |Вінніпеґ|, |Гайдеґер| (Heidegger) и проч.;
- буква е произносится близко к русскому |э|;
- буква є соответствует русскому |е|, то есть означает йотированный или смягчающий звук;
- буква и произносится близко к русскому безударному |и| не перед мягкими согласными (или как i в английском слове bit);
- буква і произносится близко к русскому ударному |и|;
- буква ї произносится как |йи| (после согласных без апострофа не встречается);
- русской букве ё соответствуют сочетания йо: |йорзати| (ёрзать), |пайок| (паёк), |зйомка| (съёмка) и ьо после согласных: |льон|, |(дати) дьору|; в |ьо| мягкий знак является не разделительным, а смягчающим, то есть эти слова произносится примерно как русские |лён|, |(дать) дёру|.

Более тонкие отличия в произношении таковы:
- а произносится как гласный заднего ряда /ɑ/ (в русском языке — переднего ряда);
- в перед гласным произносится как лабиодентальный сонорный (а не шумный, как в русском языке) звук [ʋ] (который образуется смыканием нижней губы с верхними зубами) или как билабиальный [w] (образуется смыканием губ), а перед согласными и в конце слова — как неслоговой гласный [u̯];
- ч обозначает не мягкую, а твёрдую аффрикату, нечто вроде |тш|;
- щ обозначает сочетание двух звуков, |ш| + |ч|, также твёрдых;
- согласные, обозначаемые буквами б, п, в, ф, г, х, ґ, к, ж, ш, а также м — всегда твердые, а перед смягчающими звуками — полумягкие (напівпом’якшені);
- ц же часто бывает мягким: |перець| (перец), |паляниця| (вид хлеба);
- сочетаниями дж и дз часто обозначаются соответствующие аффрикаты, слитно произносящиеся звонкие аналоги звуков |ч| и |ц|: |джерело| (жерло, источник), |дзвін| (звон, колокол); но на стыке морфем те же буквосочетания произносятся раздельно: |піджарити| (поджарить), |підземний| (подземный).

Кроме указанных фонетических особенностей литературного украинского языка, важными характерными фонетическими чертами его являются:
- переходы основных |о| и |е| в |i|: |ніс| (из |носъ|), |піч| (из |печь|); эти переходы связаны, как известно, с исчезновением в последующем слоге так называемых редуцированных |ъ|, |ь|, причём основные |о| и |е| сохраняются в формах, имеющих в дальнейшем слоге неисчезавший гласный звук: |ніс| — |носа|, |піч| — |печі|; такого чередования |о|, |е| — |і| обычно не бывает в так называемых полногласных формах: |молот|, |перед|, |серед|;
- на месте старого |ѣ| в литературном украинском языке употребляется |і|: |хліб|, |діло|, |тінь|;
- перед гласными в начале слов иногда появляются протетические звуки |в| и |г|: |вулиця| (улица), |вузол| (узел), |вухо| (ухо), |гострий| (острый).

## Гласные
Гласные литературного украинского языка различаются по степени подъёма языка и по ряду (сопряжённому с наличием или отсутствием лабиализации):
| Подъём                | Ряд      | Ряд    |
| Подъём                | Передние | Задние |
| --------------------- | -------- | ------ |
| Верхние               | [i]      | [u]    |
| Ненапряжённые верхние | [ɪ]      |        |
| Средне-нижние         | [ɛ]      | [ɔ]    |
| Нижние                |          | [ɑ]    |

| На письме | Описание                                          | МФА                        | МФА               | МФА               | МФА                     |
| На письме | Описание                                          | основной                   | безуд.            | после мягких      | безуд. п. мягких        |
| --------- | ------------------------------------------------- | -------------------------- | ----------------- | ----------------- | ----------------------- |
| і ї       | неогубленный передний высокий                     | /i/ (і) [ı̽] (іи)* [ɪ] (и)* | [i] (і)           | [i] (і) [ı̽] (іи)* | [i] (і) [ı̽] (іи)*       |
| и         | неогубленый ненапряжённый передний высоко-средний | /ɪ/ (и)                    | [ɪ̞] (ие) [ɛ̝] (еи) | —                 | —                       |
| е є       | неогубленный передний низко-средний               | /ɛ/ (е)                    | [ɛ̝] (еи) [ɪ̞] (ие) | [ɛ]               | [e]                     |
| а я       | неогубленный задний низкий                        | /ɑ/ (а)                    | [ɑ̽] (а)           | [ɑ̈] (а̇, ӓ)        | [ɐ] (а̇, ӓ)              |
| о         | огубленный задний низко-средний                   | /ɔ/ (о)                    | [ɔ̝] (о) [o] (оу)  | [ɔ̈] (о̇, ӧ)        | [ɔ̽] (о̇, ӧ) [ö] (о̇у, ӧу) |
| у ю       | огубленный задний высокий                         | /u/ (у)                    | [u] (у)           | [ʊ] (у̇, ӱ)        | [ʊ] (у̇, ӱ)              |

Диаграмма основных проявлений украинских гласных и их аллофонов. Большими точками и шрифтом обозначены основные проявления (когда они под ударением и не идут за мягкими согласными). Красные линии связывают основное проявление с неслогообразующим аллофоном, синие линии связывают основное проявление с безударными аллофонами, а зелёные связывают проявления не после мягких согласных, но с проявлениями после мягких согласных.

Украинские гласные проговариваются чётко и выразительно как в ударной позиции, так и в безударной. Но в безударной позиции произносятся приблизительно в два раза короче, и как следствие, качественно, что наиболее заметно для гласных с очень похожими артикуляционных параметрами.
Гласный /i/ — переднего ряда высокого подъёма. Уголки губ растянуты, образуя узкую щель. Этот звук напряженный, что придает ему большей чёткости и выразительности. Во время произношения безударного /i/ губы растянуты поменьше, он становится нижним, задним, и менее напряженным. Звук /i/ произносится без заметного приближения к /ɪ/ в большинстве как ударных, так и безударных позиций. В словах інде, іноді, інколи, інший /i/ может частично или полностью приобретать признаки звука /ɪ/ и произносится как [ ı̽ ] или [ɪ]. Также звук /i/ произносится как [ ı̽ ] после /j/ во многих суффиксах, основная форма которых со звуком / ɪ /, а также после / n ʲ / и / j / в окончаниях форм именительного и творительном падеже единственного числа и всех косвенных падежей множественного притяжательных предлогов, числительного третій', и прилагательных мягкой группы, то есть в соответствии с морфем с | ɪ |.
Гласный /ɪ/ — переднего ряда высокого подъёма, но чуть ниже, ненапряжённый, уголки губ растянуты поменьше. Во время произношения безударного / ɪ / он становится несколько ниже, его произношение приближается к произношению звука / ɛ /. Эти изменения больше и заметнее когда в следующем слоге идёт громкий относительно низкого подъёма / ɛ ɑ /, и менее заметно когда в следующем составе идёт громкий относительно высокого подъёма / i ɪ ɔ u /, особенно когда он ударный.
Гласный / ɛ / — переднего ряда низко-среднего подъема, ненапряжённый, уголки губ чуть растянуты, но ещё меньше чем при произношении / ɪ /. Во время произношения безударного / ɛ / он становится выше, его произношение приближается к произношению звука / ɪ /. Эти изменения больше и заметнее когда в следующем составе идёт гласный высокого поднятия / i ɪ u /, и менее заметнее когда в следующем составе идёт гласный низшего поднятия / ɑ /, особенно когда этот гласный ударный. Также на произношение безударного / ɛ / влияет соседство мягких согласных, в этом случае звук ещё более передний и высокий. Но безударный / ɛ / почти не теряет своего качества когда он стоит в начале слова и является связующим в сложном слове, или же является окончанием слова.
Гласный /ɑ/ — заднего ряда низкого подъёма, ненапряжённый, губы в его произношении не участвуют. Во время произношения безударного / ɑ / он несколько выше и более передний.

### /o/(/о/)
Фонема /o/ является гласным заднего ряда среднего подъёма. Это ненапряжённый гласный, губы закругляются и несколько выпячиваются вперед. Во время произношения безударного / ɔ / он немного выше. За исключением иностранных слов звук / ɔ / соединительный в сложных словах, в безударной позиции он ещё выше перед составом из / iu /, а особенно перед составом из ударных / u /.
Обозначается обычно буквой о.
С акустической стороны гласный /o/ имеет такую формантную характеристику: F1 = 300—400 Гц, F2 = 600—700 Гц.

### /u/(/у/)
Фонема /u/ является гласным заднего ряда верхнего подъёма, ненапряжённым, губы закругляются и выпячиваются вперед значительно больше, чем при произношении / ɔ /. Во время произношения безударного / u / частично огубляется.
При произношении этого гласного ротовая полость открыта меньше, чем при произношении всех других гласных заднего ряда. Это наиболее закрытый гласный заднего ряда.
Обе форманты главного /u/ имеют частоты ниже чем /o/, и меньшую разницу между F1 и F2: F1 = 200—250 Гц, F2 = 400—600 Гц.
Обозначается обычно буквами у и ю.

### Редукция гласных
Гласные /ɑ ɔ u/ в начальной фазе после мягких согласных получают дополнительный і-подобный сегмент, а перед мягкими согласными — в конечной фазе. При этом как правило сохраняется длина основной фазы, и соответственно возрастает длина звучания всей гласной.
Спутывания безударных / ɪ / и / ɛ / — один из самых характерных черт украинского вокализма. Некоторые слова могут произноситься совершенно одинаково: мине́— мене́ [mɛ̝ˈnɛ], наведу́— на виду́ [nɑ̽wɪ̞ˈdu]. В украинском вокализме свойственна регрессивная дистантно-гармоничная ассимиляция гласных, в которой гласные в некоторой степени уподобляются гласным следующего слога по ряду, подъёму и огубленности.

## Согласные
|               |               | Губные  | Губные             | Переднеязычные     | Переднеязычные | Переднеязычные | Переднеязычные | Дорсальные | Дорсальные | Гортанные |
| Губно- губные | Губно- зубные |         | Зубные ламинальные | Зубные ламинальные | Заальвеолярные | Палатальные    | Велярные       |            |            | Гортанные |
| Губно- губные | Губно- зубные | Твёрдые | Твёрдые            | Смягчённые         | Заальвеолярные | Палатальные    | Велярные       |            |            | Гортанные |
| ------------- | ------------- | ------- | ------------------ | ------------------ | -------------- | -------------- | -------------- | ---------- | ---------- | --------- |
| Носовые       | Сонорные      | /m/ (м) |                    | /n/ (н)            |                |                |                | /nʲ/ (н')  |            |           |
| Сомкнутые     | Звонкие       | /b/ (б) |                    | /d/ (д)            | /d͡z/ (д͡з)      | /d͡zʲ/ (д͡з')    | /d͡ʒ/ (д͡ж)      | /dʲ/ (д')  | /ɡ/ (ґ)    |           |
| Сомкнутые     | Глухие        | /p/ (п) |                    | /t/ (т)            | /t͡s/ (ц)       | /t͡sʲ/ (ц')     | /t͡ʃ/ (ч)       | /tʲ/ (т')  | /k/ (к)    |           |
| Щелевые       | Сонорные      | /w/ (в) |                    |                    |                |                |                | /j/ (й)    |            | /ɦ/ (г)   |
| Щелевые       | Звонкие       |         |                    |                    | /z/ (з)        | /zʲ/ (з')      | /ʒ/ (ж)        |            |            | /ɦ/ (г)   |
| Щелевые       | Глухие        |         | /f/ (ф)            |                    | /s/ (с)        | /sʲ/ (с')      | /ʃ/ (ш)        |            | /x/ (х)    |           |
| Боковые       | Сонорные      |         |                    | /l/ (л)            |                |                |                | /lʲ/ (л')  |            |           |
| Дрожащие      | Сонорные      |         |                    |                    |                | /rʲ/ (р')      | /r/ (р)        |            |            |           |

### Фонетические особенности
В ряду сомкнутых и сомкнуто-щелевых альвеолярные и постальвеолярные звуки — сомкнуто-щелевые, а все остальные — сомкнутые.
Звонкие и глухие звуки образуют надгруппу шумных согласных. Одинаковые по месту и способу создания звонкие и глухие звуки образуют Фонологические пары звонкий-глухой, такую же пару образуют и / ɦ /-/ x /, исключением является глухой / f /, что такой пары не имеет. Сонорные звуки также подобных пар не имеют, и в литературном произношении кроме некоторых редких случаев не заглушаются.
Альвеолярные сомкнуто-щелевые и щелевые звуки соответственно характеру шума называются свистящими, так как постальвеолярные сомкнуто-щелевые и щелевые звуки соответственно характеру шума называются шипящими.
- Фонема /j/ произносится как согласный [j] в позиции перед гласными. В позиции перед согласными и в конце слова она приобретает большую звучность и произносится как гласный и [ɪ̯].
- Фонема /w/ произносится как губно-губной [β̞] перед огублёнными гласными /u ɔ/, часто и перед /ɑ/, а иногда перед /ɛ ɪ/. Перед /i/, часто перед /ɪ ɛ/, а порой и перед /ɑ/ произносится как губно-зубной [ʋ]. А в начале слова перед согласными и после гласного в середине и конце слова она приобретает большую звучность и произносится как неслогообразующий гласный [u̯]: вже [u̯ʒɛ].
- В лемковских диалектах шипящие / ʃ / и / ʒ / отвердели сильнее, чем в литературном языке ([ʂ] и [ʐ]), через которые влияют на следующий громкий / ɪ /, превращая его в [ɨ].
- Мягкие / tʲ dʲ nʲ lʲ / отличаются очень высокой мягкостью, и могут произноситься по-разному: ламинально-палатальными [c̻ ɟ̻ ɲ̻ ʎ̻] с полной потерей артикуляции характерной для их твердых соответствий, апикально-альвеолярными [t̺ʲ d̺ʲ n̺ʲ l̺ʲ], дорсально-зубными [t̪ʲ d̪ʲ n̪ʲ l̪ʲ].
- Смягчённые /d͡zʲ t͡sʲ zʲ sʲ/ как правило полностью сохраняют основную артикуляцию, присущую их твердым соответствиям. В некоторых говорах эти звуки смягчаются значительно сильнее, приближаясь к категории мягких согласных [d͡ʑ t͡ɕ ʑ ɕ].
- Все другие согласные могут быть полусмягчёнными, при этом степень палатализации незначительна. Среди них как отдельная фонема выделяется только /rʲ/.

Полусмягчённые согласные (кроме /rʲ/) выступают в основном перед /i/ и /j/, и изредка перед другими гласными. В других позициях полусмягчённые согласные не встречаются, кроме псевдонима Горький/ ɦɔr ʲ kɪj /.

### Длинные согласные
В украинском есть длинные согласные звуки, являющиеся реализаторами двух одинаковых согласных фонем и имеющие различное происхождение.
Удлиненные согласные в некоторых формах существительных, наречий и глаголов, например в слове лити, образовались вследствие ассимиляции их со следующим /j/ после падения редуцированной громкой ь — «ллє» (льёт). Такая ассимиляция прошла для /nʲ dʲ tʲ lʲ t͡sʲ zʲ sʲ t͡ʃ ʒ ʃ/, которые на тот момент имели высокую степень палатализации и были артикуляционно приближены к /j/.
Губные и /rʲ/ не были сильно палатализованы, и поэтому не ассимилировали звук /j/. Однако в некоторых юго-восточных говорах /rʲ/ также ассимилировал с /j/ , образуя мягкий долгий [rʲː], например пірря [ˈpirʲːɐ], литературный: пір’я [ˈpirjɐ].

### Уподобление согласных
В речевом потоке звуки выступают не обособленно, а вместе, поэтому они взаимодействуют друг с другом и уподобляются. При этом в некоторых случаях звуковые проявления одной фонемы могут полностью заменять звуковые проявления другой, благодаря чему устраняются некоторые совпадения трудные для произношения. Украинскому языку присущи уподобления звонкости, мягкости, месту и способу создания в группах согласных.

#### Уподобление по голосу
При совпадениях шумных согласных происходят их регрессивная ассимиляция со звонкостью, то есть предыдущий глухой согласный под воздействием следующего звонкого и сам превращается в соответствующий парный звонкий звук. Это явление происходит преимущественно в середине слов, но в медленном произношении может и не происходить совсем. Немного реже это явление происходит на грани частей сложных слов и в постоянных словосочетаниях, а в других случаях на пределах слов происходят преимущественно в быстром вещании.
Обратный процесс в устном языке происходит за определенными закономерностями. Согласно литературной норме должен происходить лишь в отдельных случаях: в словах вогко, легко, кігті, нігті, дігтяр и подобных звук /ɦ/, как правило, оглушается до [h], а нередко и оглушается к [x], например [ˈlɛɦkɔ], [ˈlɛhkɔ] і [ˈlɛxkɔ]. Также перед глухими шумными, как правило, оглушаются префикс и предлог |z| (при этом звонкость предлога может сохраняться, если предыдущее слово заканчивается на гласный и произносится без паузы), а также префикс |roz| в быстром и нормальном темпе произношения, и префикс |bɛz| в быстрой речи. Также часто оглушаются сонорные звуки рядом с глухими согласными: театр [tɛ̝ˈɑtr̥], при этом звук /w/ не превращается в [f]: лісництв [lʲiˈsnɪt͡stʍ]. В говорах юго-западного наречия в конце слога и слова звонкие согласные оглушаются.

#### Смягчение
В середине слов перед мягкими и смягченным согласными /dʲ tʲ d͡zʲ t͡sʲ zʲ sʲ lʲ nʲ/ твердые согласные этой же группы часто заменяются своими мягкими соответствиями. В такой позиции /l/ может быть или средним [l̠] (на письме без мягкого знака) или мягким [ʎ] (на письме с мягким знаком). Свистящие также смягчаются перед полусмягченными. /n l/ иногда частично смягчаются перед шипящими (на письме без мягкого знака). Согласные /d t/, в частности конечный /d/ префиксов, часто не смягчается перед /lʲ nʲ/. Согласные сохраняют твердость если следующий согласный смягчается под действием /i/, что происходит с «о» или «ыѣ».

#### Уподобление по месту и способу произношения
Среди переднеязычных шумных согласных распространено явление регрессивного уподобления по месту произношения. Свистящие в позиции перед шипящими сами превращаются в соответствующие шипящие, причём в большинстве случаев такое изменение передаётся на письме. Шипящие в середине слов перед смягченным свистящими также превращаются в соответствующие смягчённые свистящие, такое изменение на письме обычно не передаётся.

#### Упрощение в группах согласных
После падения редуцированных гласных ъ, ь в украинском языке некоторые группы согласных, теряющих в произношении (и в основном на письме) часть своих элементов.

## Сочетания согласных с гласными
Перед / i / согласные обычно мягкие, или смягчены, но на границе слов, между частями сложных слов, а при медленном произношении и в конце префиксов согласные перед /i/ произносятся твёрдо. Также перед /i/ (происходящем как из древнерусского о, так и древнерусского ѣ) согласные могут произноситься твёрдо, но такое произношение постепенно вытесняется мягким под влиянием литературных норм.
Перед / ɪ / согласные в литературном языке всегда твёрдые, а морфема |ɪ| после мягких согласных реализуется фонемой /i/ с широким произношением [ı̽].
Имеется особое контекстное правило выбора между / i / и / ɪ / при фонетической адаптации заимствований — правило девятки.
Перед /ɛ/ в середине слов большинство согласных твёрдые. Среди мягких в этой позиции встречаются лишь /nʲ/ у прилагательных мягкой группы, /tʲ/ в числительном третє, удлиненные /lʲlʲ/ и /tʲtʲ/, а также /j/.
Перед гласными заднего ряда распространены как твёрдые, так и мягкие согласные. В особых фонетических условиях в собственно украинских словах перед / ɑ / встречаются смягчённые губные [wʲ] и [mʲ], перед / ɑ / и / u / распространены удлиненные смягченные шипящие [ʃʲ ː], [ʒʲ ː], [t͡ʃʲː]. В иноязычных словах перед / ɑ / и / u / распространены полусмягчённые губные [mʲ wʲ bʲ pʲ fʲ] и заднеязычные/ларингальные [ɦʲ kʲ xʲ] независимо от предыдущего звука. Перед /ɔ/ полусмягчённые варианты твёрдых фонем не распространены.

## Слоги и ударение
Открытые слоги преобладают над закрытыми, если между гласными есть лишь один согласный, то он принадлежит следующему слогу, если между гласными больше согласных, то все они в большинстве случаев также принадлежат к следующему слогу, но в некоторых случаях первый из них отходит к предыдущему слогу, в частности, если этот звук сонорный, или если он звонкий, за которым следует глухой, или он звонкий и предыдущий слог ударный.